# Nancy Xu
Nancy Xu YouJie (en chino simplificado, 许茜 SHOO; Huaihua, Hunan, 30 de julio de 1991) es una bailarina de salón y coreógrafa china, más conocida por ser una de las bailarinas profesionales del programa de baile Strictly Come Dancing de la BBC.

## Primeros años
Xu nació el 30 de julio de 1991 en Huaihua, China. Empezó a bailar a los 8 años y asistió a la Escuela de Danza de Guangzhou.

## Carrera

### Principios de carrera
Xu está especializada en bailes latinos y fue finalista en los Campeonatos del Mundo sub-21 en 2010, terminó en tercer lugar en los Campeonatos Nacionales Latinos Amateur CBDF 2010-2012 y fue subcampeona en el Campeonato Internacional de Singapur 2013.
Xu apareció en la versión china de So You Think You Can Dance en 2014, donde llegó a la final. En 2015, se unió a la compañía de danza Burn the Floor y se presentó en la gira por todo el mundo.

### Strictly Come Dancing
El 30 de julio de 2019, Xu ingresó al programa de televisión británico Strictly Come Dancing desde la decimoséptima temporada como bailarina de refuerzo, volviendo a ocupar el mismo rol para la decimoctava temporada. Fue promovida al año siguiente a bailarina profesional para la decimonovena temporada y tuvo como primera pareja al presentador Rhys Stephenson, llegando ambos hasta la semifinal y terminando en el cuarto puesto. Volvió a llegar a una semifinal al formar pareja con el actor Will Mellor en la vigésima temporada, ubicándose esta vez en el quinto puesto. Para la vigesimoprimera temporada fue emparejada al comediante, actor y presentador Les Dennis, siendo ambos la primera pareja eliminada de la competencia y quedando en el decimoquinto puesto. En la vigesimosegunda fue asignada como pareja del cantante y actor Shayne Ward, posicionándose en el noveno puesto al ser eliminados en la octava semana.
Xu  también formó parte de varios especiales del programa. Entre sus participaciones estuvieron los especiales de Navidad de 2023 con el actor Jamie Borthwick, con quien ganó, y de 2024 con el velocista olímpico Harry Aikines-Aryeetey. También participó en el especial de Children in Need de 2019 junto al actor Rudolph Walker.
| Temporada | Pareja          | Puesto | Promedio |
| --------- | --------------- | ------ | -------- |
| 19        | Rhys Stephenson | 4.º    | 34.15    |
| 20        | Will Mellor     | 5.º    | 33.31    |
| 21        | Les Dennis      | 15.º   | 15.50    |
| 22        | Shayne Ward     | 9.º    | 30.25    |

- Temporada 19 con Rhys Stephenson

| Semana | Baile / Canción                                     | Puntajes de los jueces | Puntajes de los jueces | Puntajes de los jueces | Puntajes de los jueces | Resultado       |
| Semana | Baile / Canción                                     | C. R.                  | M. M.                  | S. B.                  | A. D.                  | Resultado       |
| --- | --------------------------------------------------- | ---------------------- | ---------------------- | ---------------------- | ---------------------- | --------------- |
| 1 | Vals vienés / «End of the Road»                     | 6                      | 7                      | 7                      | 7                      | Sin eliminación |
| 2 | Chachachá / «Reach Out I'll Be There»               | 7                      | 8                      | 8                      | 7                      | Salvados        |
| 3 | Urbano / «Spider-Man»                               | 9                      | 10                     | 9                      | 9                      | Salvados        |
| 4 | Salsa / «Butter»                                    | 8                      | 8                      | 7                      | 8                      | Salvados        |
| 5 | American smooth / «I've Got the World on a String»  | 8                      | 8                      | 8                      | 8                      | Dos últimos     |
| 6 | Pasodoble / «The Eve of the War»                    | 7                      | 9                      | 9                      | 8                      | Salvados        |
| 7 | Quickstep / «What a Man Gotta Do»                   | 7                      | 9                      | 9                      | 9                      | Salvados        |
| 8 | Charlestón / «The Charleston»                       | 10                     | 10                     | 10                     | 10                     | Salvados        |
| 9 | Jive / «Footloose»                                  | 81                     | 8                      | 8                      | 8                      | Dos últimos     |
| 10 | Vals / «You Light Up My Life»                       | 7                      | 92                     | 10                     | 9                      | Dos últimos     |
| 11 | Tango argentino / «In the Air Tonight»              | 9                      | 10                     | 10                     | 10                     | Salvados        |
| 12 (Semifinal) | Tango / «One Vision»                                | 9                      | 9                      | 9                      | 9                      | Eliminados      |
| 12 (Semifinal) | Samba / «It Had Better Be Tonight (Meglio stasera)» | 9                      | 10                     | 10                     | 9                      | Eliminados      |
| 1Puntaje dado por la juez invitada Cynthia Erivo en lugar de Revel Horwood. 2Puntaje dado por la juez invitada Cynthia Erivo en lugar de Mabuse. |                                                     |                        |                        |                        |                        |                 |

- Temporada 20 con Will Mellor

| Semana         | Baile / Canción                               | Puntajes de los jueces | Puntajes de los jueces | Puntajes de los jueces | Puntajes de los jueces | Resultado       |
| Semana         | Baile / Canción                               | C. R.                  | M. M.                  | S. B.                  | A. D.                  | Resultado       |
| -------------- | --------------------------------------------- | ---------------------- | ---------------------- | ---------------------- | ---------------------- | --------------- |
| 1              | Jive / «Livin' la Vida Loca»                  | 8                      | 9                      | 8                      | 9                      | Sin eliminación |
| 2              | Salsa / «Never Too Much»                      | 6                      | 7                      | 6                      | 7                      | Salvados        |
| 3              | American smooth / «Cry to Me»                 | 8                      | 9                      | 8                      | 8                      | Salvados        |
| 4              | Rumba / «The Joker and the Queen»             | 4                      | 7                      | 5                      | 7                      | Salvados        |
| 5              | Vals vienés / «Line of Duty Theme»            | 8                      | 8                      | 8                      | 8                      | Salvados        |
| 6              | Chachachá / «Mama Told Me Not to Come»        | 8                      | 8                      | 8                      | 8                      | Salvados        |
| 7              | Quickstep / «Soda Pop»                        | 8                      | 8                      | 8                      | 9                      | Salvados        |
| 8              | Vals / «Three Times a Lady»                   | 9                      | 10                     | 10                     | 9                      | Salvados        |
| 9              | Samba / «I Go to Rio»                         | 8                      | 9                      | 9                      | 9                      | Salvados        |
| 10             | Charlestón / «Hush»                           | 9                      | 10                     | 10                     | 9                      | Salvados        |
| 11             | Foxtrot / «Sun and Moon»                      | 9                      | 10                     | 10                     | 10                     | Salvados        |
| 12 (Semifinal) | Pasodoble / «Uccen (DWTS Remix)»              | 7                      | 9                      | 7                      | 9                      | Eliminados      |
| 12 (Semifinal) | Urbano / «Know How», «Fools Gold» & «Step On» | 9                      | 10                     | 9                      | 10                     | Eliminados      |

- Temporada 21 con Les Dennis

| Semana | Baile / Canción             | Puntajes de los jueces | Puntajes de los jueces | Puntajes de los jueces | Puntajes de los jueces | Resultado       |
| Semana | Baile / Canción             | C. R.                  | M. M.                  | S. B.                  | A. D.                  | Resultado       |
| ------ | --------------------------- | ---------------------- | ---------------------- | ---------------------- | ---------------------- | --------------- |
| 1      | Tango / «Don't You Want Me» | 2                      | 4                      | 5                      | 5                      | Sin eliminación |
| 2      | Samba / «Rock the Boat»     | 2                      | 4                      | 4                      | 5                      | Eliminados      |

- Temporada 22 con Shayne Ward

| Semana | Baile / Canción                                | Puntajes de los jueces | Puntajes de los jueces | Puntajes de los jueces | Puntajes de los jueces | Resultado       |
| Semana | Baile / Canción                                | C. R.                  | M. M.                  | S. B.                  | A. D.                  | Resultado       |
| ------ | ---------------------------------------------- | ---------------------- | ---------------------- | ---------------------- | ---------------------- | --------------- |
| 1      | Samba / «Do I Do»                              | 4                      | 6                      | 5                      | 6                      | Sin eliminación |
| 2      | Tango / «The Door»                             | 7                      | 8                      | 8                      | 8                      | Salvados        |
| 3      | Vals vienés / «If I Can Dream»                 | 8                      | 9                      | 8                      | 8                      | Salvados        |
| 4      | Chachachá / «Ain't No Love (Ain't No Use)»     | 7                      | 8                      | 7                      | 8                      | Dos últimos     |
| 5      | American smooth / «Get Here»                   | 7                      | 8                      | 8                      | 8                      | Salvados        |
| 6      | Pasodoble / «In the Hall of the Mountain King» | 8                      | 8                      | 7                      | 8                      | Dos últimos     |
| 7      | Quickstep / «Help!» & «Hey Jude»               | 8                      | 9                      | 9                      | 9                      | Salvados        |
| 8      | Rumba / «Time After Time»                      | 7                      | 8                      | 7                      | 8                      | Eliminados      |

### Otros proyectos
Xu participó en la gira nacional Strictly Come Dancing Live! desde 2022 como parte del cuerpo de baile profesional para números grupales de baile y con sus pareja de baile del espectáculo principal.
También ha aparecido en varios episodios de Strictly Come Dancing: It Takes Two de BBC Two.

## Vida personal
Xu sale con el guardaespaldas Mikee Michele, que también es experto en artes marciales y coreógrafo.